# Сражение при Бар-сюр-Обе
Сражение при Бар-сюр-Об (фр. Bataille de Bar-sur-Aube) — поражение французского корпуса маршала Удино от союзных русско-баварских войск в ходе кампании 1814 года на территории Франции.
Русский корпус под командованием Витгенштейна при поддержке австро-баварского корпуса Вреде из Главной армии союзников отбросили 27 февраля 1814 года французов маршала Удино за реку Об (правый приток Сены) в районе городка Бар-сюр-Об. В это время Наполеон преследовал армию союзников под командованием Блюхера, которая, собравшись с силами после разгрома в Шестидневной войне, возобновила наступление на Париж.

## Предыстория
В первых числах января 1814 года австро-прусско-русские войска с корпусами немецких государств вторглись во Францию с целью свержения Наполеона. Несмотря на 2-кратное превосходство союзных сил над армией Наполеона из-за несогласованности действий союзников и политических разногласий в их рядах первое наступление на Париж провалилось. В ходе шестидневной кампании 9—14 февраля 1814 года Наполеон по частям разгромил Силезскую армию под началом прусского фельдмаршала Блюхера. После этого при Мормане и Монтро Наполеон разбил передовые корпуса Главной армии союзников под началом австрийского фельдмаршала Шварценберга.
Сразу после победы при Монтро Наполеон двинулся к Мери с намерением форсировать Сену и выйти на коммуникации Главной армии союзников, отступившей к Труа. Однако 22 февраля он обнаружил на другом берегу армию Блюхера, оправившуюся от поражений. Наполеон не решился атаковать объединённые силы союзников, которые в 2 раза превосходили войска в его распоряжении.
Несмотря на значительное численное превосходство, Шварценберг, руководствуясь директивами австрийского кабинета, приказал оставить Труа и отступить в Бар-сюр-Об и Бар-сюр-Сен. Блюхер, возмущённый этим решением, обратился к русскому царю и прусскому королю, находившимся при Главной армии, и получил разрешение действовать самостоятельно.
Союзные армии поменялись функциями: до того вспомогательная армия Блюхера должна была вести активные наступательные действия, а Главная армия Шварценберга отвлекать и распылять французские силы. На усиление Блюхера были направлены русский корпус Винцингероде и прусский Бюлова из Северной союзной армии Бернадота, вяло действовавшей на вспомогательном направлении на севере Европы.
В ночь на 24 февраля Блюхер оставил Мери и двинулся на северо-запад, в сторону Парижа и навстречу подкреплениям. 27 февраля Блюхер подошёл к Лаферте-су-Жуар на Марне, где отбросил слабые заслоны маршалов Мармона и Мортье.
Наполеон занял Труа 23 февраля, но, узнав об отделении Блюхера, решил организовать его преследование как наиболее опасного и активного противника. Убедившись в пассивности Шварценберга, Наполеон оставил против него возле Бар-сюр-Об и Бар-сюр-Сен немногочисленные войска маршалов Удино, Макдональда и генерала Жерара, всего 30 тыс. солдат, а сам 27 февраля с примерно 40 тысячами тайно двинулся из Труа к Лаферте-су-Жуар в тыл к Блюхеру.
Командовавший арьергардом Главной армии союзников граф Витгенштейн доложил 26 февраля, что давление французов ослабло, из чего сделал вывод об уводе Наполеоном войск против Блюхера.
Союзные монархи, опасаясь за участь армии Блюхера, вынудили Шварценберга перейти хотя бы в частичное наступление.

## Ход сражения
27 февраля 1814 года союзники силами русского корпуса Витгенштейна и приданного баварского корпуса Вреде атаковали французские позиции Удино и Жерара около городка Бар-сюр-Об на правом берегу реки Об. Силы союзников составляли 35 тысяч солдат против 18 тысяч у французов.
Баварцы атаковали позиции французов в самом городке на левом фланге. В центре повёл наступление пехотный корпус князя Горчакова.
Витгенштейн направил пех. корпус Евгения Вюртембергского с кавалерией графа Палена на правый фланг для обходного манёвра с целью отрезать французов от переправы в Доланкуре. Левый фланг французской позиции прикрывался высоким холмом и оврагами, так что при обходе русские выходили бы на дорогу вдоль Оба сразу в тыл к французам. Встретив сильное сопротивление, Витгенштейн вернул кавалерию в центр.
Наиболее ожесточённые бои происходили у деревни Аильвиль, расположенной возле ключевой высоты. Французский генерал Монфор выбил русских егерей из деревни. Монфор долго удерживал деревню, успешно отбивая атаки русских. Витгенштейн лично повёл в атаку Псковский кирасирский полк и был ранен пулей в ногу навылет. Пересечённая местность и виноградники мешали эффективному использованию кавалерии. Лишь установив мощную батарею, союзники смогли выбить французов.
Когда дивизия Евгения Вюртембергского вышла из леса за левым флангом французов, Удино, оценив превосходство союзников в силе и позиции, решил отступить за Об. Баварцы атаковали Бар-сюр-Об на правом фланге французов с целью захватить переправу и отрезать Удино путь отступления за Об, однако атака не удалась. Генерал Дюэм забаррикадировал все входы в город и смог удержать баварцев при помощи местных вооружённых жителей. Когда Дюэм получил известие об удачном отступлении всей армии, он построил дивизию в каре и тоже отошёл.
Преследование велось четырьмя полками гусар и тремя казаков под общим командованием графа Палена. Несмотря на преследование, французам удалось переправиться через Об в сторону Труа в относительном порядке, не потеряв ни знамён, ни пушек.

## Итоги и последствия сражения
В сражении под Бар-сюр-Об потери французов оцениваются в 3 тысячи солдат, из них 5 сотен пленными.
Союзники потеряли меньше, 2400 солдат. По русским сведениям русские потеряли 1200 и баварцы 300 солдат. В бою генерал от кавалерии граф Витгенштейн получил серьёзное ранение и сдал командование. Там же легко был ранен главнокомандующий фельдмаршал Шварценберг.
28 февраля Удино соединился в Вандевре с Макдональдом, увеличив численность французской группировки до 35 тыс. солдат. Против этой группировки между Сеной и Обом Шварценберг сосредоточил до 60 тыс. солдат. Заморозок сделал проходимыми болота, прикрывающие сильную позицию Макдональда, и тот был вынужден отойти за Сену в Труа, потеряв при отступлении 1500 пленных и 9 орудий.
5 марта союзники в очередной раз заняли Труа, но здесь Шварценберг остановил своё продвижение, следуя инструкции австрийского кабинета не удаляться далеко за Сену. Основные сражения разворачивались северо-западнее, за рекой Марной, между Наполеоном и армией Блюхера.